# Lauret (Landes)
Lauret is een gemeente in het Franse departement Landes (regio Nouvelle-Aquitaine) en telt 79 inwoners (2009). De plaats maakt deel uit van het arrondissement Mont-de-Marsan.

## Geografie
De oppervlakte van Lauret bedraagt 7,1 km², de bevolkingsdichtheid is dus 11,1 inwoners per km².
De onderstaande kaart toont de ligging van Lauret (Landes) met de belangrijkste infrastructuur en aangrenzende gemeenten.

## Demografie
Onderstaande figuur toont het verloop van het inwonertal (bron: INSEE-tellingen).